# 安科納車站
安科納車站（義大利語：Stazione di Ancona）是義大利馬爾凱大區首府安科納的主要鐵路車站。該站於1861年11月17日啟用，原來的建築風格與博洛尼亞中央車站相似，在第二次世界大戰期間遭到嚴重破壞，車站於戰後重建，取而代之的是一座由建築師保羅·佩里利設計的車站大樓，於1948年8月18日落成。